# Pascals trekant
Pascals trekant er et geometrisk arrangement indenfor matematikken. Den har navn efter den franske matematiker Blaise Pascal. Trekanten fremkommer ved at starte med et et-tal øverst, og dernæst for hver række under at starte og slutte med et et-tal. De resterende tal fremkommer ved at tage summen af de to tal, der står umiddelbart ovenover. 
Pascals trekant kan, på trods af en meget simpel konstruktionsform, visualisere adskillige matematiske begreber. Hvis vi benævner den øverste række med n=0, den næste række med n=1, osv. Og tilsvarende i hver række benævner tallene fra venstre mod højre med k, hvor det første tal er k=0, så er:
- Alle tallene i trekanten binomialkoefficienter. {\displaystyle {n \choose k}}, f.eks. for n=5 og k=2: {\displaystyle {5 \choose 2}} = 10.
- Summen af tallene i hver række er lig med 2 opløftet i rækkenumrets potens, dvs. 2n
- Farvelægges tallene i trekanten efter om de er lige eller ulige fremkommer den selvsimilære og fraktale Sierpinski trekant.
- Venstrestilles trekanten, så vil summen af alle tallene i hver diagonal, fra øverst til højre og ned mod venstre kant i tabellen, generere Fibonacci-talrækken (1, 1, 2, 3, 5, 8, 13, ...).

- Wikimedia Commons har flere filer relateret til Pascals trekant

| Matematik | Spire Denne artikel om matematik er en spire som bør udbygges. Du er velkommen til at hjælpe Wikipedia ved at udvide den. |